# Donald Fagen
Donald Jay Fagen (Passaic, 10 gennaio 1948) è un cantante, compositore e tastierista statunitense.
È il cantante e tastierista degli Steely Dan fin dal loro esordio nel 1971.

## Biografia

### Gli Steely Dan
Donald Fagen è il cofondatore degli Steely Dan assieme a Walter Becker. I due si incontrarono nel 1967 al Bard College di Annandale-on-Hudson, New York ed iniziarono a suonare insieme in vari gruppi locali. Nel 1969, dopo che Fagen si laureò, si trasferirono a Brooklyn per lavorare come cantautori professionisti. Non ottennero molto successo fino a che non incontrarono Gary Katz il quale, appena assunto dalla ABC Records come produttore, li portò con sé a Los Angeles dove li fece assumere come autori.
Poco tempo dopo Katz si rese conto che le composizioni di Fagen e Becker erano troppo complesse per gli altri artisti dell'etichetta, allora consigliò loro di formare una propria band. Fondati gli Steely Dan, Gary Katz li fece firmare con l'ABC Records divenendo inoltre il produttore di tutti i loro dischi degli anni settanta.
Nei primi due album Fagen divideva il ruolo di cantante e quello di tastierista con David Palmer poiché era restio a cantare in pubblico a causa di un vero e proprio blocco psicologico. Così, anche i brani che sull'album erano cantati da Donald, durante i concerti erano riproposti dalla voce di Palmer. Non appena Gary Katz e Walter Becker si accorsero che senza la voce di Donald le canzoni non sembravano avere lo stesso impatto dal vivo, parlarono con Fagen e riuscirono a convincerlo ad assumere il ruolo di unico front man degli Steely Dan. Fagen e Becker maturarono sempre più voglia di dedicare più tempo alla scrittura e alla registrazione dei brani in studio che ai concerti. Così, i musicisti che si erano uniti a Donald e Walter per formare gli Steely Dan, lasciarono man mano il gruppo che assunse definitivamente la forma di duo nel 1977 quando diedero alle stampe il loro capolavoro Aja.

### La carriera solista
Nel 1978 gli Steely Dan si rimboccarono nuovamente le maniche per dare un degno successore al loro sesto album Aja. Gaucho, il disco che ne venne fuori non deludeva affatto le aspettative ma la sua genesi fu funestata da una serie di sfavorevoli eventi, tra cui alcuni problemi burocratici con le etichette discografiche, che fecero sì che l'album venisse pubblicato solo due anni dopo, nel 1980.
Nel giugno del 1981 Donald Fagen e Walter Becker annunciarono che la loro collaborazione artistica sarebbe stata sospesa per riposarsi e dedicarsi ad altri progetti personali. Donald Fagen compose la canzone True Companion per il film d'animazione Heavy Metal.
Nel 1982 finalmente Donald uscì con un nuovo lavoro discografico: il celeberrimo The Nightfly. Questo fu il primo album di musica pop ad essere totalmente registrato in digitale. Oltre a contenere dei brani eccellenti che ricordano molto da vicino gli ultimi due lavori degli Steely Dan, il disco è ricordato anche per la straordinaria qualità dell'incisione, al punto che ancora oggi viene utilizzato per testare la qualità degli impianti hi-fi. Tra CD ed LP quest'ultimo viene considerato superiore e resta uno dei riferimenti in campo audiofilo. Purtroppo nelle successive realizzazioni gli ingegneri del suono non sono mai riusciti ad eguagliare la strepitosa dinamica e qualità di The Nightfly.
Nel 1988 contribuì nuovamente ad una colonna sonora, scrisse infatti il brano Century's End per il film di James Bridges Le mille luci di New York con Michael J. Fox.
Nel 1991, insieme ad artisti come Michael McDonald, Boz Scaggs e Phoebe Snow, registra dal vivo l'album The New York Rock & Soul Revue Live At The Beacon, dove, oltre ad alcuni suoi pezzi, vengono eseguiti classici quali Knock On Wood, At Last, Drowning In The Sea Of Love e Minute by minute.
Donald Fagen continuò nel frattempo a collaborare sia in studio che dal vivo con altri artisti e fu autore inoltre di una serie di articoli per il magazine Premiere.
Nel 1993 si rincontrò finalmente con il suo storico collaboratore Walter Becker. Donald infatti coprodusse il lavoro di Becker 11 Tracks of Whack e Becker a sua volta coprodusse il secondo atteso lavoro solista di Fagen, Kamakiriad.
Da questa ritrovata intesa artistica scaturì un tour per tutta l'America con la successiva pubblicazione dell'album dal vivo Alive in America.  Questo straordinario evento riportò definitivamente assieme gli Steely Dan i quali pubblicarono altri due album Two Against Nature nel 2000 e Everything Must Go nel 2004.
Nel 2006, nonostante gli Steely Dan continuassero ad esibirsi live, Donald Fagen ha trovato il tempo di scrivere il suo terzo lavoro solista intitolato Morph the Cat, disco musicalmente più vicino allo storico The Nightfly di quanto lo fosse Kamakiriad.
Morph The Cat ha vinto il Grammy Award come "Miglior Surround Sound Album"; ancora una volta questo ambito riconoscimento finisce nelle mani di Fagen e del pluridecorato tecnico del suono Elliot Scheiner.
È del 2012 il suo ultimo lavoro Sunken Condos.

## Stile musicale
Donald Fagen è noto per il suo pop sofisticato che, pur attenendosi al pop-jazz degli Steely Dan, ne raffina lo stile utilizzando una strumentazione ridotta. Oltre al jazz, si ispira all'easy listening, da cui riprende le atmosfere. Viene anche considerato un anticipatore dal new cool britannico degli anni ottanta e dell'acid jazz. Il suo The Nightfly (1982) rievoca l'ottimismo degli anni cinquanta con canzoni jazz pop che conservano il taglio della jam session mentre Kamakiriad (1993), sebbene pubblicato a undici anni di differenza rispetto all'esordio, mantiene vivo l'interesse dell'artista per le atmosfere easy listening e i paesaggi tipici del jazz.

## Discografia

### Da solista
- 1982 - The Nightfly
- 1993 - Kamakiriad
- 2006 - Morph the Cat
- 2012 - Sunken Condos

Con gli Steely Dan
Live
- 1994 - Alive in America

Video
- 2000 - Steely Dan - Two Against Nature (Plush Tv Jazz-Rock Party) - Concerto/documentario
- 2000 - Classic Albums - Steely Dan: Aja - Documentario sulla genesi di Aja.